# 후지사와혼마치역
후지사와혼마치역(일본어: 藤沢本町駅, ふじさわほんまちえき)은 일본 가나가와현 후지사와시에 위치한 오다큐 전철의 역이다. 역 번호는 OE 12이다.

## 역사
- 1929년 4월 1일: 에노시마 선의 개통과 동시에 후지사와 정 가제하야 6306번지에 설치, "직통" 정차역이 됨. 또한, 각역정차는 신주쿠 ~ 이나다노보리토(현, 무코가오카유엔) 간에서만 운행되었음.
- 1945년 6월: "직통"이 폐지된 각역정차가 전 노선에서 운행되어 정차역이 됨.
- 1946년 10월 1일: 준급이 설정되어 정차역이 됨.
- 2012년 7월: 행선지 안내기가 신설되어 사용 개시.

## 역 구조
상대식 승강장 2면 2선의 지상역이다. 역사 및 개찰구는 1번 선 쪽에 있고, 2번 선에는 과선교를 이용한다.
2012년 7월경에 행선지 안내 표시 장치가 신설되었다.
역명판은 2016년 9월 LED조명이 달린 것으로 교환되었다. 또한, 동시에 역 구내 안내 표지판류가 모두 새로운 사양의 것으로 변경되었고, 통일되면서 역명판 등 일본어와 한글 및 중국어(간체자) 병기로 되었다. 주요 역 이외의 역명판 신형화로 다언어부의 역은 처음이다.

### 승강장
| 번호 | 노선        | 방향 | 행선                                |
| ---- | ----------- | ---- | ----------------------------------- |
| 1    | 에노시마 선 | 하행 | 후지사와・가타세에노시마 방면       |
| 2    | 에노시마 선 | 상행 | 사가미오노・신주쿠・ 지요다 선 방면 |

## 역 주변
중고층 주택과 저층 주택이 혼재하는 주택지가 되어 있고 역 주변이나 국도 제467호선, 지방 도로변에 상점이 들어서 있다.
역 주변에 몇군데의 무료 주차장이 설치되어 평일 아침은 자전거를 이용하는 통근 통학객이 많다. 또한, 주위에 고등학교가 많이 입지하고 있어 본 역에서 하차하여 통학하는 고교생이 많다. 그러나, 개찰구는 1번 승강장의 남단에 1개소 밖에 없어 매우 혼잡하다.
- 시라하타 신사
- 미쓰비시 전기
- 이세 산
- 후지사와 저택 흔적
- 가나가와 현립 쇼난 고등학교
- 가나가와 현립 후지사와세이류 고등학교
- 세이엔 여학원 중・고등학교
- 후지사와 시 소방 본부 미나미 소방서 혼마치 출장소
- 후지사와 시민 병원
- 후지사와다이초 우체국
- 후지사와혼마치 우체국
- 일본 정공 후지사와 공장・기술 센터
- 국도 제1호선
- 국도 제467호선

## 사진

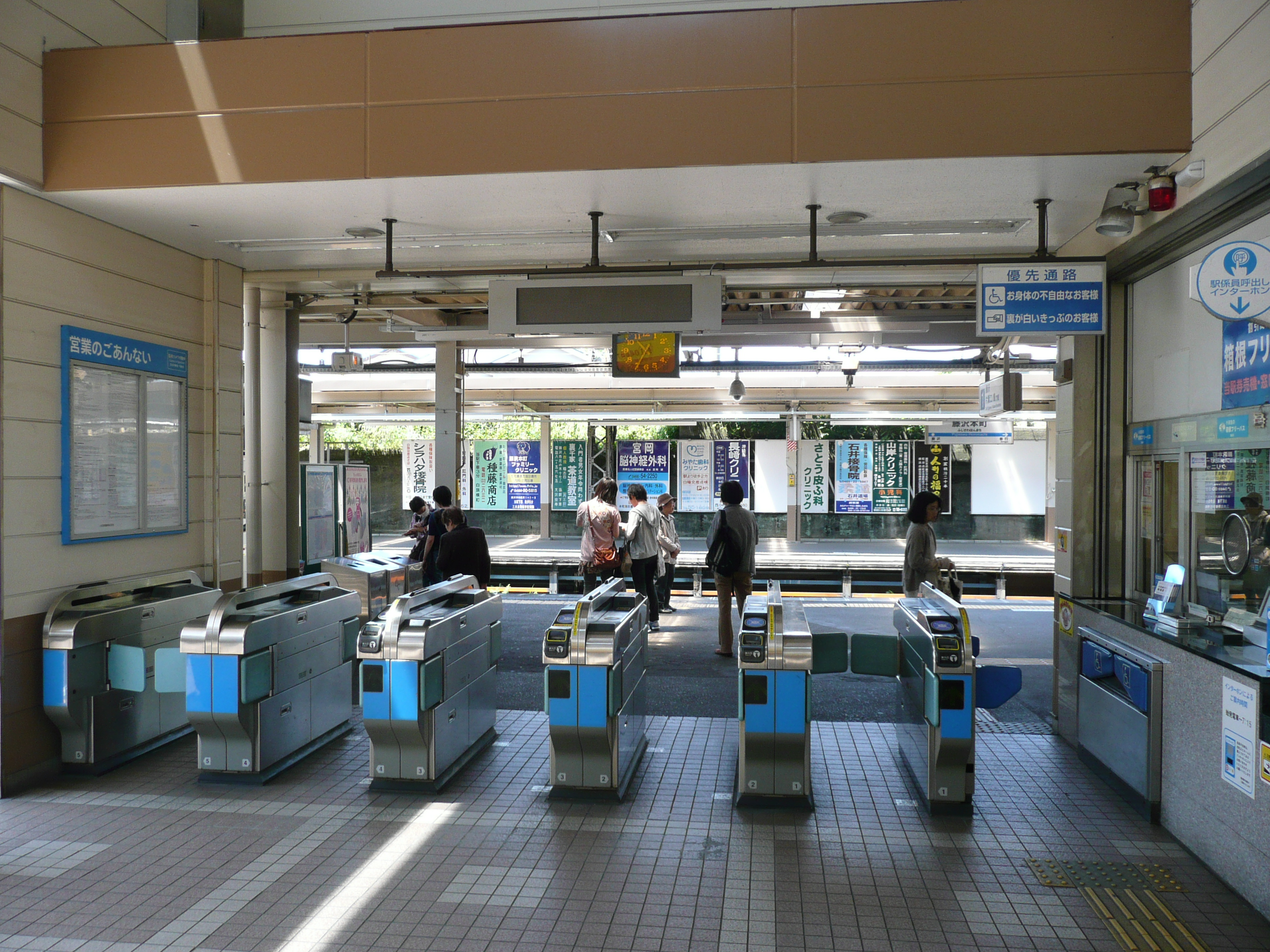
개찰구
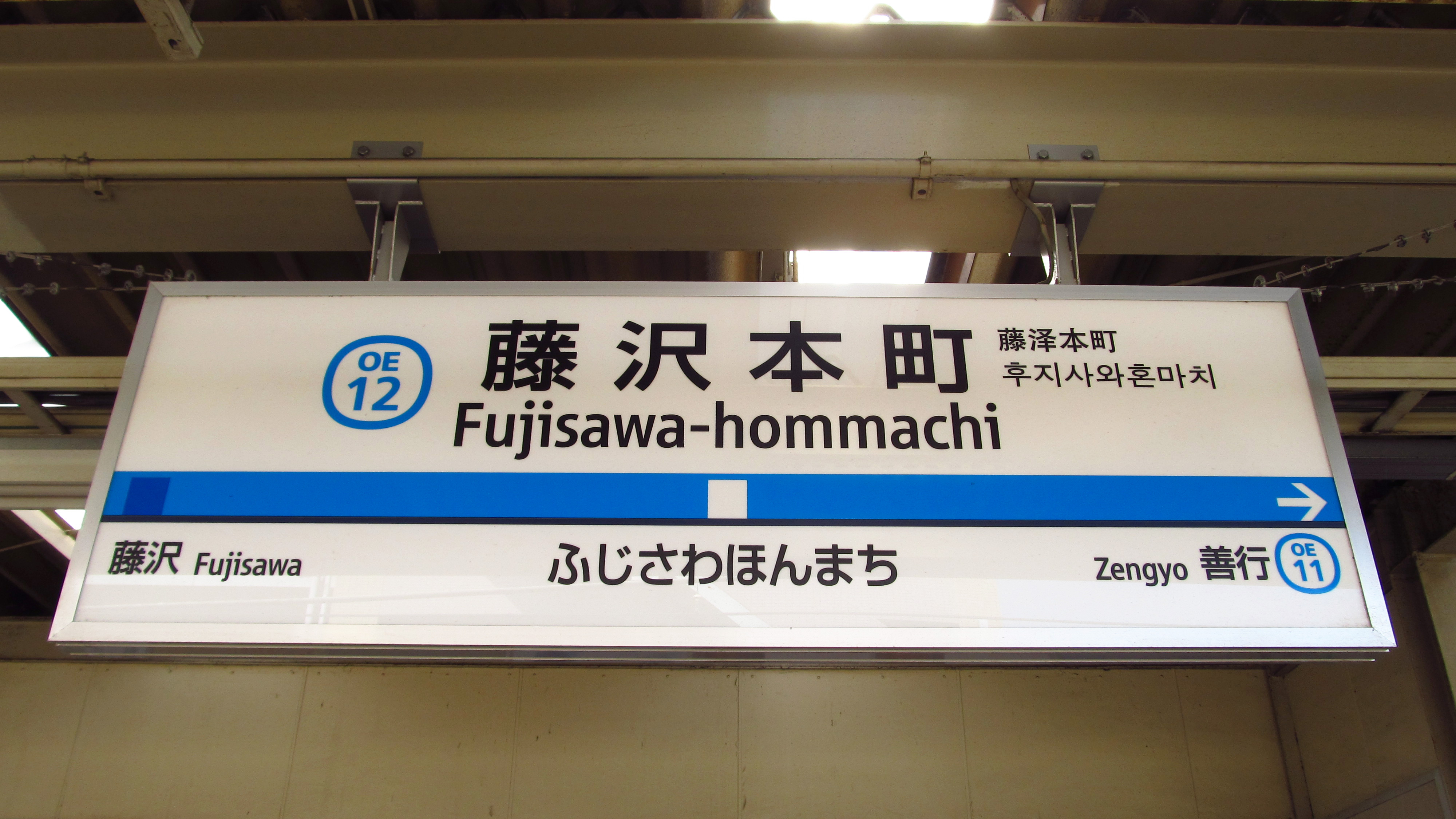
역명판(2019년 4월)

## 인접역
| 오다큐 전철 에노시마 선 | 오다큐 전철 에노시마 선 | 오다큐 전철 에노시마 선            |
| ----------------------- | ----------------------- | ---------------------------------- |
| OE 11 젠교 신주쿠 방면  | ■ 각역정차              | 후지사와 OE 13 가타세에노시마 방면 |